# (3217) Seidelmann
(3217) Seidelmann (1980 RK) – planetoida z pasa głównego asteroid okrążająca Słońce w ciągu 3,69 lat w średniej odległości 2,39 au. Odkryta 2 września 1980 roku.